# دانشکده مهندسی برق و کامپیوتر و فناوری اطلاعات دانشگاه آزاد قزوین
دانشکده برق و رایانه و فناوری اطلاعات دانشگاه آزاد اسلامی واحد قزوین از معتبرترین دانشکده‌های منطقه خاورمیانه می‌باشد که در مقاطع کارشناسی، کارشناسی ناپیوسته، کارشناسی ارشد و دکترای تخصصی فعالیت می‌کند.

## تاریخچه دانشکده
دانشکده برق و رایانه و فناوری اطلاعات در سال ۱۳۷۱ تأسیس و آغاز به کارنمود. این دانشکده هم‌اکنون دارای ۲۹ رشته در ۵ مقطع تحصیلی می‌باشد این دانشکده با ظرفیت ۵۸۱۵ دانشجو حدود ۲۵٪ آمار دانشجویان کل دانشگاه را تشکیل می‌دهند. قابل ذکر است دانشکده با جذب ۸۶ زن و ۴۳ مرد در رشته مهندسی کامپیوتر- نرم‌افزار تمام وقت فعالیت خود را در سال ۱۳۷۱ آغازنمود. در پی آن دانشکده در سال ۱۳۷۴ در رشته کاربرد کامپیوتر دانشجو جذب نمود. پس از آن در سال ۱۳۷۶ رشته کامپیوتر- سخت‌افزار و رشته برق - الکترونیک، در سال ۱۳۸۲ رشته مهندسی فناوری اطلاعات و مهندسی برق- کنترل و در سال ۱۳۸۵ رشته مهندسی پزشکی به رشته‌های موجود دانشگاه افزوده شد. همچنین درمقطع کارشناسی ارشد رشته‌های کامپیوتر - نرم‌افزار، مکاترونیک در سال ۱۳۸۲، رشته مهندسی فناوری اطلاعات شبکه‌های کامپیوتری و مهندسی کامپیوتر هوش مصنوعی در سال ۱۳۸۴، رشته مهندسی برق-الکترونیک در سال ۱۳۸۵ و در سال ۱۳۸۷ مهندسی کامپیوتر معماری سیستم‌های کامپیوتری و همچنین درمقطع دکتری در سال ۱۳۸۷ در رشته کامپیوتر - نرم‌افزار، دانشکده اقدام به پذیرش دانشجو نمود. لازم به ذکراست در سال ۱۳۹۰ دو رشته مهندسی برق-کنترل و تجارت الکترونیک و نیز سه گرایش در رشته مهندسی مکاترونیک در مقطع کارشناسی ارشد به لیست رشته‌های دانشکده افزوده شده‌است.
آموزش تحصیلات تکمیلی در سال ۱۳۸۲ با چهار رشته در این دانشکده آغاز شد.
راه‌اندازی رشته مهندسی فناوری اطلاعات (IT) برای اولین بار در دانشگاه آزاد در سال ۱۳۸۲
راه‌اندازی رشته مهندسی فناوری اطلاعات (IT) شبکه‌های کامپیوتری در مقطع کارشناسی ارشد در دانشگاه آزاد اسلامی در سال ۱۳۸۴

## خلاصه‌ای از وضعیت فیزیکی دانشکده
دانشکده برق و رایانه و فناوری اطلاعات در۴ طبقه و با فضای ۹۶۸۲ مترمربع بنا گردیده است. این دانشکده دارای ۴۸ کلاس درس است که تعداد ۱۷ باب آن مجهز به وسایل سمعی و بصری می‌باشد. همچنین در جهت حمایت و تسهیل امور پروژه‌ای و تحقیقاتی دانشجویان درمقطع کارشناسی ۲ باب اتاق با تجهیزات کامل برای دانشجویان مهیا گردیده است. همچنین ۲ باب اتاق نیز برای دانشجویان تحصیلات تکمیلی مجهز و در اختیار آن‌ها قرارگرفته‌است. خاطرنشان می‌شود درطبقه چهارم دانشکده مرکز تحقیقات مکاترونیک (MRL) واقع است که تاکنون موفق به کسب عناوین مختلف درمسابقات جهانی ربوکاپ گردیده است.
ریاست این دانشکده هم‌اکنون بر عهده دکتر بهروز معصومی می‌باشد.

## رشته‌های تحصیلی

### کارشناسی
- مهندسی پزشکی بیوالکتریک
- مهندسی برق الکترونیک (پاره‌وقت و تمام‌وقت) (ناپیوسته)
- مهندسی برق مهندسی کنترل
- مهندسی فناوری اطلاعات
- مهندسی کامپیوتر نرم‌افزار (پاره‌وقت، تمام‌وقت و کارمندان دولت) (ناپیوسته)
- مهندسی کامپیوتر سخت‌افزار (پاره‌وقت و تمام‌وقت)

### کارشناسی‌ارشد ناپیوسته
- مهندسی برق الکترونیک
- مهندسی فناوری اطلاعات شبکه‌های کامپیوتری
- مهندسی فناوری اطلاعات تجارت الکترونیک
- مهندسی مکاترونیک
- مهندسی کامپیوتر معماری سیستم‌های کامپیوتری
- مهندسی کامپیوتر هوش مصنوعی
- مهندسی کامپیوتر نرم‌افزار
- مهندسی برق کنترل

### دکترای تخصصی
- مهندسی کامپیوتر نرم‌افزار
- مهندسی کامپیوتر سیستمهای نرم‌افزار
- مهندسی فناوری اطلاعات شبکه‌های کامپیوتری

## بخش‌های دیگر دانشکده
در طبقه اول دانشکده انجمن علمی مهندسی برق و مهندسی پزشکی قرار دارد و در طبقه چهارم دانشکده، مرکز تحقیقات مکاترونیک (MRL) واقع است.
مرکز تحقیقات مکاترونیک تا کنون موفق به کسب عناوین مختلف در مسابقات جهانی ربوکاپ گردیده است.